# Katarina Villner
Katarina Villner, född 15 februari 1942 i Stockholm, död 26 maj 2015 i Lidingö kommun, var en svensk museitjänsteman och författare.
Katarina Villner växte upp i Dalarna och Västmanland. Hon studerade på Institutet för högre reklam- och kommunikationsutbildning (IHR) i Stockholm och var anställd på Vasamuseet i Stockholm 1968-2009, bland annat som informationschef.